# Tomgo Co
Tomgo Co (kinesiska: Dongguo Cuo, 冻果错) är en sjö i Kina. Den ligger i den autonoma regionen Tibet, i den sydvästra delen av landet, omkring 460 kilometer nordväst om regionhuvudstaden Lhasa. Trakten runt Tomgo Co består i huvudsak av gräsmarker.
Genomsnittlig årsnederbörd är 422 millimeter. Den regnigaste månaden är augusti, med i genomsnitt 111 mm nederbörd, och den torraste är november, med 6 mm nederbörd.